# RIIZING
『RIIZING』（ライジング）は、韓国の男性アイドルグループ・RIIZEの1stミニアルバム。2024年6月17日にカカオエンターテインメントから発売された。同年9月19日には、リパッケージアルバム『RIIZING : Epilogue』（ライジング : エピローグ）が発売された。

## 概要
タイトル『RIIZING』には、RIIZEがこれまで成し遂げたことを超え、次の目標に向かって惜しまず精力的に挑戦するというメッセージがこめられている。
『RIIZING』にはタイトル曲「Boom Boom Bass」を始め、既に配信されている「Siren」、「Impossible」、「9 Days」、「Honestly」、「One Kiss」、「Talk Saxy」、「Love 119」など計8曲が収録されている。
タイトル曲「Boom Boom Bass」は、ファンキーなディスコビートとグルーヴィーなベースラインが印象的な曲であり、歌詞には、ベースギターの演奏を通じてお互いに対するときめきを自由に表現する、若者たちの姿が盛り込まれている。
なお、輸入スケジュールの都合により、日本発売日が当初の予定から変更になった。

## 背景
RIIZING
- 2024年3月、SMエンタテインメントは、RIIZEが5月からツアーを実施し、第2四半期に新しいシングルとミニアルバムをリリースすると発表[17]。4月3日には、6月に1stミニアルバム『RIIZING』を発売することを正式に発表し、シングル・アルバム・ファンコンツアーの一連の活動およびコンテンツ公開スケジュールを公開した。同日、アルバム発売に先駆け、パフォーマンスシングル「Siren」、同月18日には、プロローグシングル「Impossible」をデジタルリリース[18]。
- 4月29日、上記2曲にさらに3曲の先行トラックを追加したデジタルアルバム『RIIZING : B-sides』をリリース[19]。
- 5月4日より、ファンコンツアー「2024 RIIZE FAN-CON TOUR 'RIIZING DAY'」をスタート[20]。5月11日・12日には、「2024 RIIZE FAN-CON 'RIIZING DAY' in TOKYO」を国立代々木競技場第一体育館にて開催[21]。
- 5月20日、アルバムの予告イメージ、タイトル曲のミュージックビデオ予告映像、ポップアップのイベント等のコンテンツの公開スケジュールを公開[22]。
- 6月17日、先行トラック5曲に新曲「Boom Boom Bass」を収録した1stミニアルバム『RIIZING』をリリース[注 2]。同日、リリース記念ショーケース「RIIZE The 1st Mini Album 'RIIZING' Premiere」を開催[23]。
- 7月30日より、日本ホールツアー「2024 RIIZE FAN-CON 'RIIZING DAY' JAPAN HALL TOUR」をスタート[24]。ツアー中、東京・愛知・大阪でリリースイベントを開催[25]。

RIIZING : Epilogue
- 9月2日、リパッケージアルバムを発売することを発表[26]。
- 9月4日、1stミニアルバム『RIIZING』に新曲「Combo」を追加したリパッケージアルバム『RIIZING : Epilogue』をデジタルリリース[26]。

- 9月19日、『RIIZING : Epilogue』CDリリース[26][注 3][注 4]。
- 9月21日 - 10月6日、エピローグアルバムの発売を記念するポップアップストア「RIIZE : ON THE SING STREET」を、ソウルにて開催[28]。
- 11月7日、リリースイベントを千葉にて開催[27]。

## 発売形態
RIIZING
| 形態                              | 形態     | 規格品番   | 規格品番   |
| 形態                              | 形態     | 日本       | 韓国       |
| --------------------------------- | -------- | ---------- | ---------- |
| Photo Book Ver.                   | CD       | PRON-90003 | L700001432 |
| Photo Book Ver. (JAPAN EXCLUSIVE) | CD       | PRON-1069  | N/A        |
| Collect Book Ver.                 | CD       | PRON-1065  | L700001434 |
| Photo Pack Ver.                   | QRカード | PRON-95001 | L700001433 |
| SMini Ver.                        | NFC CD   | PRON-95002 | L700001435 |

RIIZING : Epilogue
| 形態               | 形態           | 規格品番     | 規格品番   |
| 形態               | 形態           | 日本         | 韓国       |
| ------------------ | -------------- | ------------ | ---------- |
| PHOTO BOOK Ver.    | CD             | PRON-1070    | L700001462 |
| TRAVEL BAG Ver.    | NFCカード      | PRON-95003   | L700001463 |
| FILM Ver.          | 8cmCD          | PRON-90004/5 | L700001464 |
| CASSETTE TAPE Ver. | カセットテープ | PRON-5501    | L700001465 |

## 収録曲
1. Boom Boom Bass
2. Siren
3. Impossible
4. 9 Days
5. Honestly
6. One Kiss
7. Talk Saxy
8. Love 119

## チャート成績
ハントチャートによると、初週で1,255,015枚を売り上げ、週間1位を記録、サークルチャートでは2位を記録した。
また7月6日発売の日本輸入盤では62,357枚を売り上げ、Billboard JAPANのTop Albums SalesやHot Albumsで1位を記録。オリコンでも週間60,327枚を記録し、オリコン週間アルバムランキング（7/15付）で1位を獲得した。
世界10ヶ国のiTunesトップアルバムランキングで1位、LINE MUSICリアルタイムトップ100で1位、AWAのリアルタイム急上昇ランキング1位、中国QQ MUSIC韓国音楽週間ランキング1位、急上昇ランキング1位になり、韓国国内外で人気を博している。タイトル曲「Boom Boom Bass」も、ピークランキングMelOnトップ100で16位、HOT100で2位、Bugs！のリアルタイムランキング3位、VIBEの急上昇ランキング1位など、音楽ランキングの上位にランクインしている。
これでRIIZEは、昨年9月に発売した1stシングル「Get A Guitar」に続いて、2作連続ミリオンセラーを記録した。

## RIIZING: B-sides
『RIIZING : B-sides』は、韓国の男性アイドルグループ・RIIZEの配信限定ミニアルバム。2024年4月29日にカカオエンターテインメントから発売された。

### 概要
本作は、6月発売の1stミニアルバム『RIIZING』より先行トラックを収録したデジタルアルバムである。既にリリースされている「Siren」「Impossible」に加えて、さらに3曲を追加した全5曲収録作品となっている。
「9 Days」はエネルギッシュなシンセサイザーとドラムサウンド、まるでフェスティバルの真っ只中にいるかのようにオーディエンスの群唱を誘う中毒的なメロディーが際立つダンス曲。歌詞には一週間が9日あるかに感じるほど忙しく過ごしているが、疲弊せず夢に向かって進み続けるという決意が込められている。柔らかいR&Bポップ曲「Honestly」は、自分を苦しめる愛に別れを告げ、今は自分の愛を自分のために使うという物語と甘美なボーカルが調和しており、胸が熱くなるような感性が感じられる。そしてRIIZE初のファンソング「One Kiss」は、一緒に過ごした幸せな一日の終わりに、どんな言葉よりもたった一回のキスで変わらない愛を約束する姿を歌詞に表現している。

### 収録曲
1. Siren
2. Impossible
3. 9 Days
4. Honestly
5. One Kiss

## RIIZING: Epilogue
『RIIZING : Epilogue』（ライジング : エピローグ）は、韓国の男性アイドルグループ・RIIZEのリパッケージアルバム。2024年9月19日(デジタル配信日は9月4日)にカカオエンターテインメントから発売された。

### 概要
本作は、今年6月に発売した1stミニアルバム『RIIZING』に新曲「Combo」を追加したリパッケージアルバム。『RIIZING』に関するシングル、コンテンツ、ファンコンサートツアーなど、すべての活動のテーマを“HUSTLE”に設定し、次の目標のために惜しむことなく大胆に挑戦する抱負と共に、4月から展開してきた長い旅程を締めくくる「エピローグアルバム」となっている。
新曲「Combo」は1stミニアルバムのプロモーションの始まりとなった「‘RIIZING’ Trailer」に使われた曲であり、フルバージョン公開の要望が殺到していた。ダイナミックなドラムと強烈なエレキギター、爽快なシャウトボーカルが調和を成すポップロック曲であり、お互いの世界をひっくり返して壊しても、結局はお互いを完璧にさせる特別な愛の物語を盛り込んでいる。

### 収録曲
1. Combo
2. Boom Boom Bass
3. Siren
4. Impossible
5. 9 Days
6. Honestly
7. One Kiss
8. Talk Saxy
9. Love 119

## 受賞歴
- Melon Music Awards 2024 「ミリオンズTOP10」[45]

## 関連動画
| 公開日         | タイトル                        | タイトル                          | リンク   |
| アルバム       | アルバム                        | アルバム                          | アルバム |
| -------------- | ------------------------------- | --------------------------------- | -------- |
| 2024年4月5日   | 『RIIZING』                     | Trailer                           | ▶        |
| 2024年6月10日  | 『RIIZING』                     | FIND THAT BASS                    | ▶        |
| 2024年6月23日  | 『RIIZING』                     | UNBOXING                          | ▶        |
| 2024年9月2日   | 『RIIZING : Epilogue』          | Trailer                           | ▶        |
| 2024年9月26日  | 『RIIZING : Epilogue』          | UNBOXING                          | ▶        |
| 2024年9月27日  | 『RIIZING : Epilogue』          | Jacket Behind                     | ▶        |
| 楽曲           |                                 |                                   |          |
| 2024年6月16日  | Boom Boom Bass                  | MV Teaser                         | ▶        |
| 2024年6月17日  | Boom Boom Bass                  | MV                                | ▶︎        |
| 2024年6月21日  | Boom Boom Bass                  | MV Commentary                     | ▶︎        |
| 2024年6月25日  | Boom Boom Bass                  | MV Behind#1                       | ▶︎        |
| 2024年7月3日   | Boom Boom Bass                  | MV Behind#2                       | ▶︎        |
| 2024年6月19日  | Boom Boom Bass                  | Fanchant Guide                    | ▶︎        |
| 2024年6月26日  | Boom Boom Bass                  | Dance Practice                    | ▶︎        |
| 2024年7月7日   | Boom Boom Bass                  | Dance Practice (Part Switch Ver.) | ▶︎        |
| 2024年7月6日   | Boom Boom Bass                  | Recording                         | ▶︎        |
| 2024年7月11日  | Boom Boom Bass                  | Dance Lesson                      | ▶        |
| 2024年9月12日  | Boom Boom Bass (Orchestra Ver.) | MV Teaser #1                      | ▶︎        |
| 2024年9月13日  | Boom Boom Bass (Orchestra Ver.) | MV Teaser #2                      | ▶︎        |
| 2024年9月13日  | Boom Boom Bass (Orchestra Ver.) | MV                                | ▶        |
| 2024年9月14日  | Boom Boom Bass (Orchestra Ver.) | MV Reaction                       | ▶        |
| 2024年9月4日   | Combo                           | Special Video                     | ▶        |
| 2024年9月20日  | Combo                           | Live Stage                        | ▶        |
| 2024年10月4日  | Combo                           | Recording                         | ▶︎        |
| 2023年8月7日   | Siren                           | Performance Video                 | ▶        |
| 2023年9月6日   | Siren                           | PV Behind                         | ▶        |
| 2023年8月11日  | Siren                           | Dance Practice                    | ▶        |
| 2024年4月3日   | Siren                           | Dance Practice Day3               | ▶        |
| 2023年10月19日 | Siren                           | Dance Lesson                      | ▶        |
| 2023年10月23日 | Siren                           | Recording                         | ▶        |
| 2024年5月22日  | Siren                           | Dance Lesson (Full ver.)          | ▶        |
| 2024年6月17日  | Siren                           | Audio                             | ▶︎        |
| 2024年4月15日  | Impossible                      | MV Teaser                         | ▶︎        |
| 2024年4月18日  | Impossible                      | MV                                | ▶︎        |
| 2024年4月27日  | Impossible                      | MV Behind#1                       | ▶︎        |
| 2024年5月1日   | Impossible                      | MV Behind#2                       | ▶︎        |
| 2024年4月21日  | Impossible                      | MV Commentary                     | ▶︎        |
| 2024年4月23日  | Impossible                      | Dance Practice                    | ▶︎        |
| 2024年5月13日  | Impossible                      | Dance Lesson                      | ▶        |
| 2024年4月24日  | Impossible                      | AI Generated Visualizer           | ▶︎        |
| 2024年5月2日   | Impossible                      | Fanchant Guide                    | ▶︎        |
| 2024年5月20日  | Impossible                      | Recording                         | ▶︎        |
| 2024年6月17日  | Impossible                      | Audio                             | ▶︎        |
| 2024年4月29日  | One Kiss                        | MV                                | ▶︎        |
| 2024年6月17日  | One Kiss                        | Audio                             | ▶︎        |
| 2024年6月29日  | One Kiss                        | Live Clip                         | ▶        |
| 2024年4月29日  | 9 Days                          | MV                                | ▶︎        |
| 2024年6月17日  | 9 Days                          | Audio                             | ▶︎        |
| 2024年6月17日  | Honestly                        | Audio                             | ▶︎        |
| 2024年5月1日   | Honestly                        | Live Clip                         | ▶        |
| 2023年10月26日 | Talk Saxy                       | MV Teaser                         | ▶︎        |
| 2023年10月27日 | Talk Saxy                       | MV                                | ▶        |
| 2023年11月1日  | Talk Saxy                       | MV Reaction                       | ▶        |
| 2023年11月2日  | Talk Saxy                       | MV Behind                         | ▶        |
| 2023年10月30日 | Talk Saxy                       | Dance Practice                    | ▶        |
| 2023年11月3日  | Talk Saxy                       | Dance Practice (Uniform Ver.)     | ▶        |
| 2023年11月8日  | Talk Saxy                       | Dance Lesson                      | ▶        |
| 2023年12月4日  | Talk Saxy                       | Recording                         | ▶        |
| 2023年10月27日 | Talk Saxy                       | Audio                             | ▶        |
| 2024年6月17日  | Talk Saxy                       | Audio                             | ▶        |
| 2024年1月1日   | Love 119                        | MV Teaser                         | ▶︎        |
| 2024年1月5日   | Love 119                        | MV                                | ▶︎        |
| 2024年1月6日   | Love 119                        | Performance Video                 | ▶︎        |
| 2024年1月7日   | Love 119                        | MV Reaction                       | ▶︎        |
| 2024年1月8日   | Love 119                        | MV Behind#1                       | ▶        |
| 2024年1月11日  | Love 119                        | MV Behind#2                       | ▶        |
| 2024年1月14日  | Love 119                        | MV Behind#3                       | ▶        |
| 2024年1月27日  | Love 119                        | Recording                         | ▶︎        |
| 2024年2月4日   | Love 119                        | Dance Lesson                      | ▶        |
| 2024年1月26日  | Love 119                        | Dance Practice                    | ▶︎        |
| 2024年5月29日  | Love 119                        | Stage Cam                         | ▶        |
| 2024年6月17日  | Love 119                        | Audio                             | ▶︎        |

## リリース日一覧
| 地域                                          | 日付                               | 規格                               | レーベル                           |
| 『RIIZING : B-sides』(『RIIZING』)            | 『RIIZING : B-sides』(『RIIZING』) | 『RIIZING : B-sides』(『RIIZING』) | 『RIIZING : B-sides』(『RIIZING』) |
| --------------------------------------------- | ---------------------------------- | ---------------------------------- | ---------------------------------- |
| 韓国                                          | 2024年4月29日                      | 配信                               | SM / カカオ                        |
| 世界                                          | 2024年4月29日                      | 配信                               | SM / カカオ                        |
| 日本                                          | 2024年4月29日                      | 配信                               | ユニバーサルミュージック           |
| 『RIIZING』(『RIIZING - The 1st Mini Album』) |                                    |                                    |                                    |
| 韓国                                          | 2024年6月17日                      | CD                                 | SM / カカオ                        |
| 世界                                          | 2024年6月17日                      | 配信                               | SM / カカオ                        |
| 日本                                          | 2024年6月17日                      | 配信                               | ユニバーサルミュージック           |
| 日本                                          | 2024年7月6日                       | CD                                 | ユニバーサルミュージック           |
| 『RIIZING : Epilogue』                        |                                    |                                    |                                    |
| 韓国                                          | 2024年9月4日                       | 配信                               | SM / カカオ                        |
| 世界                                          | 2024年9月4日                       | 配信                               | SM / カカオ                        |
| 日本                                          | 2024年9月4日                       | 配信                               | ユニバーサルミュージック           |
| 韓国                                          | 2024年9月19日                      | CD                                 | SM / カカオ                        |
| 日本                                          | 2024年10月19日                     | CD                                 | ユニバーサルミュージック           |